# Kozja
Kozja (cyr. Козја) – wieś w Serbii, w okręgu pirockim, w gminie Bela Palanka. W 2011 roku liczyła 38 mieszkańców.